# Antonia Göransson
Antonia Pia Anna Göransson est une footballeuse internationale suédoise née le 16 septembre 1990 à Stockholm au poste de milieu offensive.

## Carrière
Avec l'équipe de Suède de football féminin, elle termine troisième de la Coupe du monde de football féminin 2011.